# Fred Hilton
Fred Hilton (Baton Rouge, 15 gennaio 1948) è un ex cestista statunitense, professionista nella NBA.

## Carriera
Venne selezionato dai Buffalo Braves al secondo giro del Draft NBA 1971 (19ª scelta assoluta).